# Eucera tuberculata
Eucera tuberculata är en biart som först beskrevs av Fabricius 1793.  Eucera tuberculata ingår i släktet långhornsbin, och familjen långtungebin. Inga underarter finns listade i Catalogue of Life.